# 1978 Голяма награда на Белгия
1978 Голяма награда на Белгия е 25-о за Голямата награда на Белгия и шести кръг от сезон 1978 във Формула 1, провежда се на 21 май 1978 година на пистата Золдер близо до Хьосден-Золдер, Белгия.

## История на кръга
Отборът на АТС се раздели с Жан-Пиер Жарие след 1978 ГП на Монако, като на негово място е нает Алберто Коломбо с опит от Формула 2. Макларън от своя страна участва с три болида, давайки шанс на италианеца Бруно Джакомели след дебюта му в Монца 1977.

### Квалификация
С включването на Алън Джоунс (Уилямс), Жан-Пиер Жабуй (Рено), Рикардо Патрезе (Ероуз) и Дерек Дейли (Хескет) във ФОКА, това остави седем пилота да се борят за местата даващи право за участие в квалификацията. Най-бързите четирима са Джакомели, Ролф Щомелен, Рене Арну и Кеке Розберг като с това Хектор Ребак и Артуро Мерцарио са елиминирани от по-нататъшно участие, а опитите на организаторите да намерят места за Патрик Нев и Бернар де Драйвер се оказаха напразни, след като ФОКА отказа техните покани.
Марио Андрети отново показа завидната си скорост зад волана на новия Лотус 79, поставяйки най-добро време в квалификацията пред Ферари-то на Карлос Ройтеман и Брабам-а на Ники Лауда. Жил Вилньов записа четвърто време с второто Ферари пред Джоди Шектър, Джеймс Хънт, Рони Петерсон, Рикардо Патрезе, Джон Уотсън и Жабуй. Пилотите, които не намират място за квалификацията са Рупърт Кийгън, Дейли, Розберг, Коломбо и Патрик Тамбей, който страда от химични изгаряния получени по време на състезание от Формула 2 по улиците на град По.

### Състезание
На старта Ройтеман потегли бавно, след като не успя да намери втора предавка. Това принуди Шектър да удари Лауда, докато Патрезе удари болида на Хънт, пращайки Макларън-а извън трасето. Емерсон Фитипалди спря прекалено късно и е ударен от Инсайн-а на Джаки Икс, а Дидие Пирони е пратен във въздуха от Арну. От този хаос тримата шампиони Фитипалди, Лауда и Хънт са аут от надпреварата. Андрети направи разлика пред останалите водени от Вилньов и Шектър, който е изпреварен от Лотус-а на Петерсон в осмата обиколка. След инцидента с Фитипалди, Икс спря в бокса за смяна на ново предно крило, докато Джоунс спря за смяна на гуми. Също това направи и Шектър, което го прати в края на колоната.
Крахът на Брабам стана пълен с отпадането на Уотсън в 18-а обиколка, след като се завъртя над бордюра и с това повреди пода на неговия Брабам и двигателя. Това остави Виторио Брамбила на шесто място пред Патрик Депайе и Жак Лафит, които се справиха с Рено-то на Жабуй, а пилотите на Шадоу са въвлечени в контакт което принуди Ханс-Йоахим Щук да спре за смяна на носа. Брамбила след това спря в бокса от шесто място в 25-а обиколка, скоро следван от Шектър и Патрезе, който прибра болида си заради проблем в задното очакване, малко след като съотборника му Щомелен се завъртя. Депайе се изкачи до петото място, преди проблеми по скоростната кутия да принуди французина да загуби позицията си от сънародника си Лафит. Скоро Клей Регацони също изпревари Тирел-а преди да отпадне с теч на масло по скоростната му кутия, повлияно от удара с Щук.
Лошият късмет отново повлия на Вилньов, който спука една от предните гуми още на първия завой. Канадецът успя да удържи болида си, губейки позиции от Петерсон и Ройтеман, преди да влезе в бокса обиколка по-късно. Рони също влезе в бокса в 56-а обиколка след като една от предните гуми се износи, а преди това Депайе напуска състезанието с повреда по скоростната кутия. Скоро Шектър го последва след като загуби контрол върху Волф-а си и е пратен в пясъка. Петерсон успя да си върне загубените си позиции, за да се върне отново на второ място в 67-ата обиколка, докато в опита да изпревари Ферари-то на Ройтеман, Лафит удари аржентинеца. Жак отпада с повреда в окачването, а Ройтеман продължава надпреварата след удара.
Андрети постига втората си победа за сезона, както и първата за новия Лотус 79. Победата на Лотус стана двойна с второто място на Петерсон, който завърши пред Ройтеман, Вилньов (постигайки първите си точки за сезона), Лафит (класиран на пето място въпреки инцидента с Ройтеман), Пирони, Брет Лънгър, Джакомели, Арну, Джоунс, Мас и Икс. Жабуй остана на 14 обиколки от победителя и остана не-класиран.

## Класиране
| Поз  | No | Пилот             | Конструктор       | Оби. | Време/Отпадане | Място | Точки |
| ---- | -- | ----------------- | ----------------- | ---- | -------------- | ----- | ----- |
| 1    | 5  | Марио Андрети     | Лотус-Форд        | 70   | 1:39:52.02     | 1     | 9     |
| 2    | 6  | Рони Петерсон     | Лотус-Форд        | 70   | +9.90          | 7     | 6     |
| 3    | 11 | Карлос Ройтеман   | Ферари            | 70   | +24.34         | 2     | 4     |
| 4    | 12 | Жил Вилньов       | Ферари            | 70   | +47.04         | 4     | 3     |
| 5    | 26 | Жак Лафит         | Лижие-Матра       | 69   | Инцидент       | 14    | 2     |
| 6    | 3  | Дидие Пирони      | Тирел-Форд        | 69   | +1 Об.         | 23    | 1     |
| 7    | 30 | Брет Лънгър       | Макларън-Форд     | 69   | +1 Об.         | 24    |       |
| 8    | 33 | Бруно Джакомели   | Макларън-Форд     | 69   | +1 Об.         | 21    |       |
| 9    | 31 | Рене Арну         | Мартини-Форд      | 68   | +2 Об.         | 19    |       |
| 10   | 27 | Алън Джоунс       | Уилямс-Форд       | 68   | +2 Об.         | 11    |       |
| 11   | 9  | Йохен Мас         | АТС-Форд          | 68   | +2 Об.         | 16    |       |
| 12   | 22 | Джаки Икс         | Инсайн-Форд       | 64   | +6 Об.         | 22    |       |
| 13   | 19 | Виторио Брамбила  | Съртис-Форд       | 63   | Двигател       | 12    |       |
| Отп  | 16 | Ханс-Йоахим Щук   | Шадоу-Форд        | 56   | Завъртане      | 10    |       |
| НКл  | 15 | Жан-Пиер Жабуй    | Рено              | 56   | +14 Об.        | 20    |       |
| Отп  | 20 | Джоди Шектър      | Волф-Форд         | 53   | Завъртане      | 5     |       |
| Отп  | 4  | Патрик Депайе     | Тирел-Форд        | 51   | Ск.кутия       | 13    |       |
| Отп  | 17 | Клей Регацони     | Шадоу-Форд        | 40   | Трансмисия     | 18    |       |
| Отп  | 35 | Рикардо Патрезе   | Ероуз-Форд        | 31   | Окачване       | 8     |       |
| Отп  | 36 | Ролф Щомелен      | Ероуз-Форд        | 26   | Завъртане      | 17    |       |
| Отп  | 2  | Джон Уотсън       | Брабам-Алфа Ромео | 18   | Инцидент       | 9     |       |
| Отп  | 1  | Ники Лауда        | Брабам-Алфа Ромео | 0    | Инцидент       | 3     |       |
| Отп  | 7  | Джеймс Хънт       | Макларън-Форд     | 0    | Инцидент       | 6     |       |
| Отп  | 14 | Емерсон Фитипалди | Фитипалди-Форд    | 0    | Инцидент       | 15    |       |
| НКв  | 18 | Рупърт Кийгън     | Съртис-Форд       |      |                |       |       |
| НКв  | 24 | Дерек Дейли       | Хескет-Форд       |      |                |       |       |
| НКв  | 32 | Кеке Розберг      | Теодор-Форд       |      |                |       |       |
| НКв  | 10 | Алберто Коломбо   | АТС-Форд          |      |                |       |       |
| DNPQ | 25 | Ектор Ребаке      | Лотус-Форд        |      |                |       |       |
| DNPQ | 37 | Артуро Мерцарио   | Мерцарио-Форд     |      |                |       |       |

## Класирането след състезанието
| Поз | Пилот             | Точки |
| --- | ----------------- | ----- |
| 1   | Марио Андрети     | 27    |
| 2   | Патрик Депайе     | 23    |
| 3   | Карлос Ройтеман   | 22    |
| 4   | Рони Петерсон     | 20    |
| 5   | Ники Лауда        | 16    |
| 6   | Джон Уотсън       | 7     |
| 7   | Емерсон Фитипалди | 6     |
| 8   | Жак Лафит         | 6     |

| Поз | Конструктор       | Точки |
| --- | ----------------- | ----- |
| 1   | Лотус-Форд        | 36    |
| 2   | Тирел-Форд        | 25    |
| 3   | Ферари            | 22    |
| 4   | Брабам-Алфа Ромео | 20    |
| 5   | Фитипалди-Форд    | 6     |
| 6   | Лижие-Матра       | 6     |
| 7   | Волф-Форд         | 4     |
| 8   | Макларън-Форд     | 3     |